# Floración algal

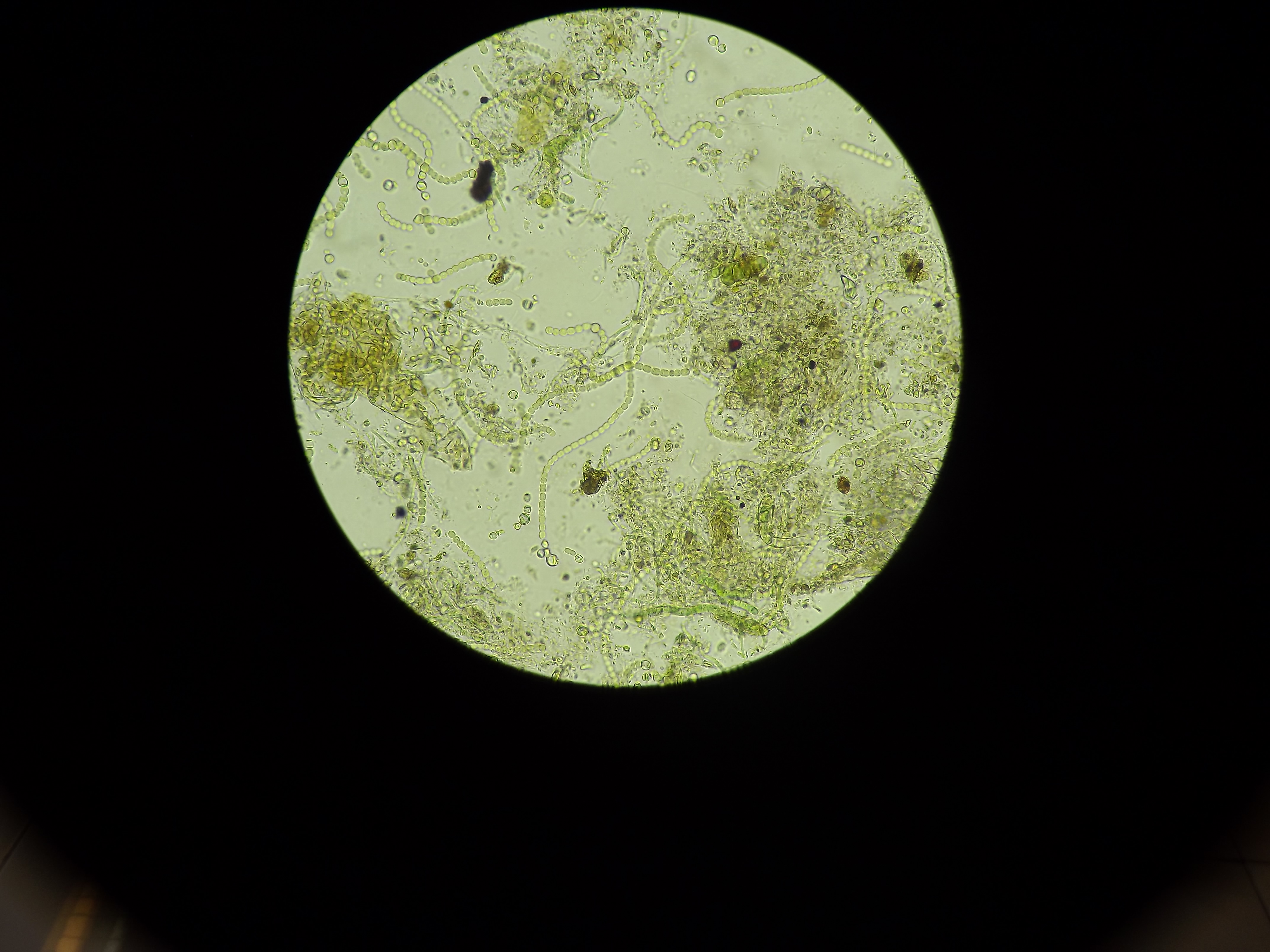
Microorganismos observados en el Instituto de Formación Docente de Salto al M.O, Cianobacterias.

Una floración algal (en inglés, bloom) es el resultado visible de la multiplicación y acumulación de organismos del fitoplancton (algas y cianobacterias) en horas o días, que se produce en condiciones ambientales que producen eutrofización tales como el aumento de temperatura, el aumento de nutrientes disponibles (principalmente nitrógeno y fósforo) o la falta de movilidad de la masa de agua. Estos organismos contienen clorofila (entre otros pigmentos) y realizan fotosíntesis; algunos pueden fijar el nitrógeno. Las floraciones adquieren distintas apariencias con colores que van desde el verde azulado hasta el negro.